# Flughafen Moss, Rygge

i7
i11
i13
Der Flughafen Moss-Rygge (norwegisch Moss lufthavn, Rygge, IATA-Code: RYG, ICAO-Code: ENRY) ist ein Militärflugplatz der Königlich-Norwegischen Luftstreitkräfte, die die Einrichtung unter der Bezeichnung Rygge flystasjon u. a. als Stützpunkt von Hubschraubern nutzt. Der Platz wurde zeitweise als internationaler Verkehrsflughafen zivil mitgenutzt.

## Lage und Verkehrsanbindung
Der Flughafen liegt etwa 60 km südlich von Oslo an der Europastraße 6 und in unmittelbarer Nähe zu der namensgebenden Kommunen Moss, in der 2020 die zweite namensgebende ehemalige Kommune Rygge eingegliedert wurde.
Der Rygge-Ekspressen, ein Bus, verband den Flughafen im Anschluss an Ryanair- und Norwegianflüge mit Oslo, außerdem gab es weitere Buslinien nach Fredrikstad, Moss sowie ins innere Østfold. Stündlich halten die Züge Halden - Oslo am gleichnamigen Haltepunkt in Flughafennähe. Vom und zum Flughafen bestand eine kostenlose Shuttlebusverbindung.

## Geschichte

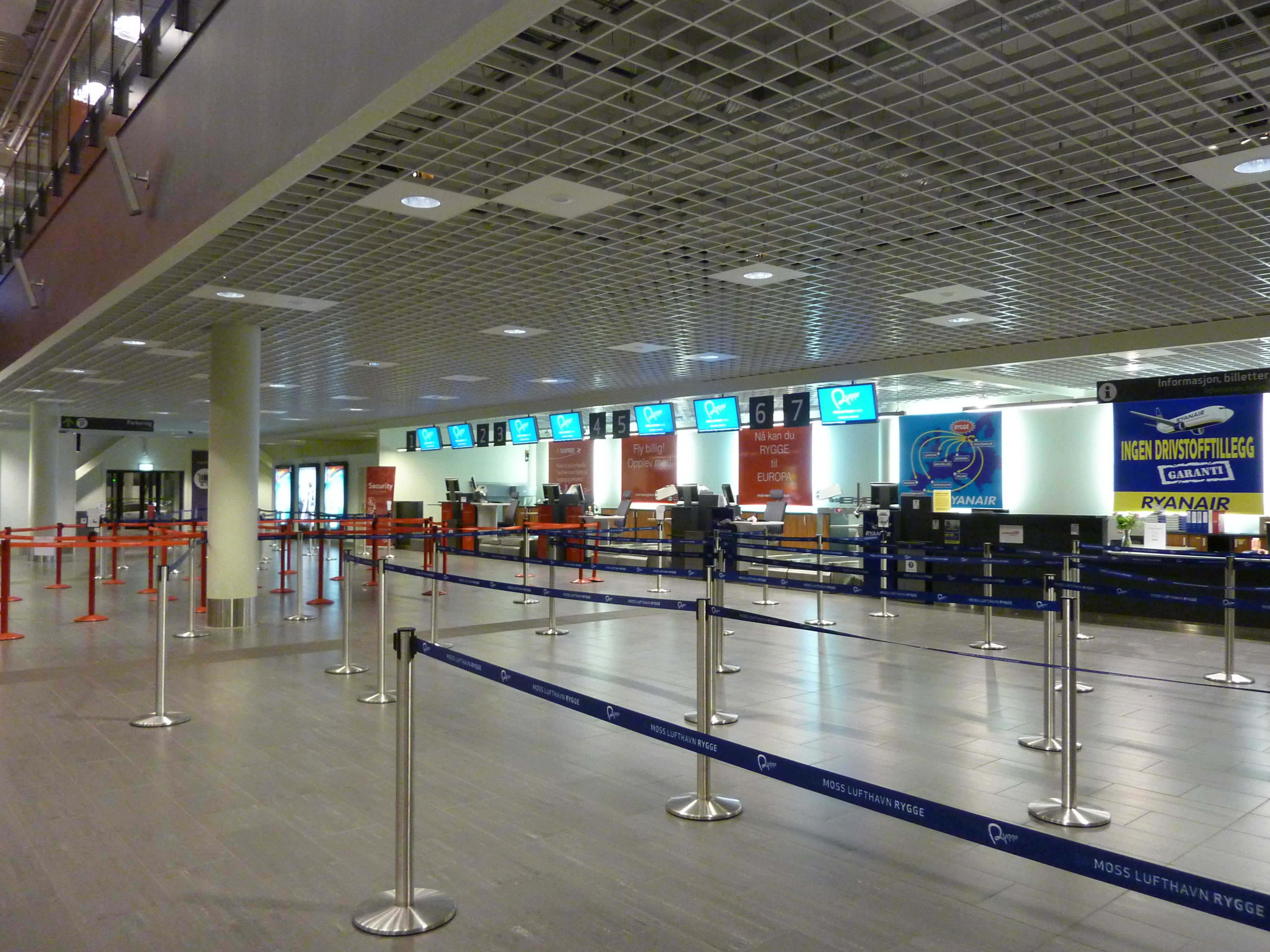
Halle mit Check-In

Der erste Militärflugplatz Rygge wurde 1942/43 von den deutschen Besatzungstruppen in etwa zwei Kilometer Entfernung zum heutigen Flughafengelände gebaut und als Stützpunkt von Messerschmitt-Bf-109-Jagdflugzeugen und Junkers-Ju-52/3m-Transportern verwendet.
Nach dem Zweiten Weltkrieg nutzte die norwegische Luftwaffe den Stützpunkt für die Fliegerausbildung mit Ausbildungsflugzeugen des Typs Fairchild Cornell PT-19.

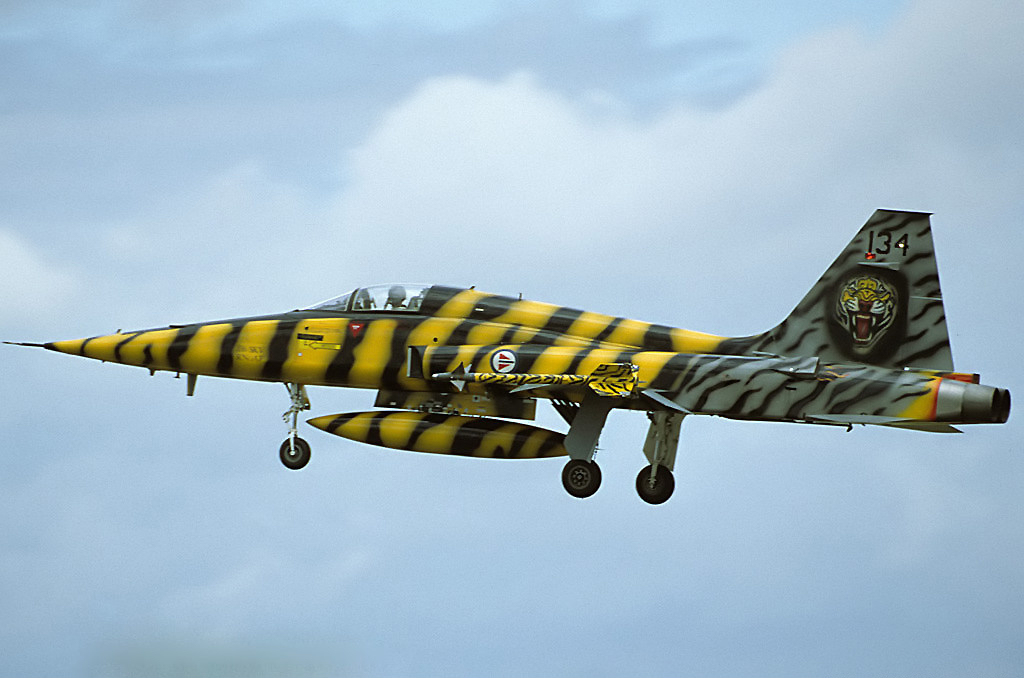
F-5 beim „RIAT“ in Fairford, 1999

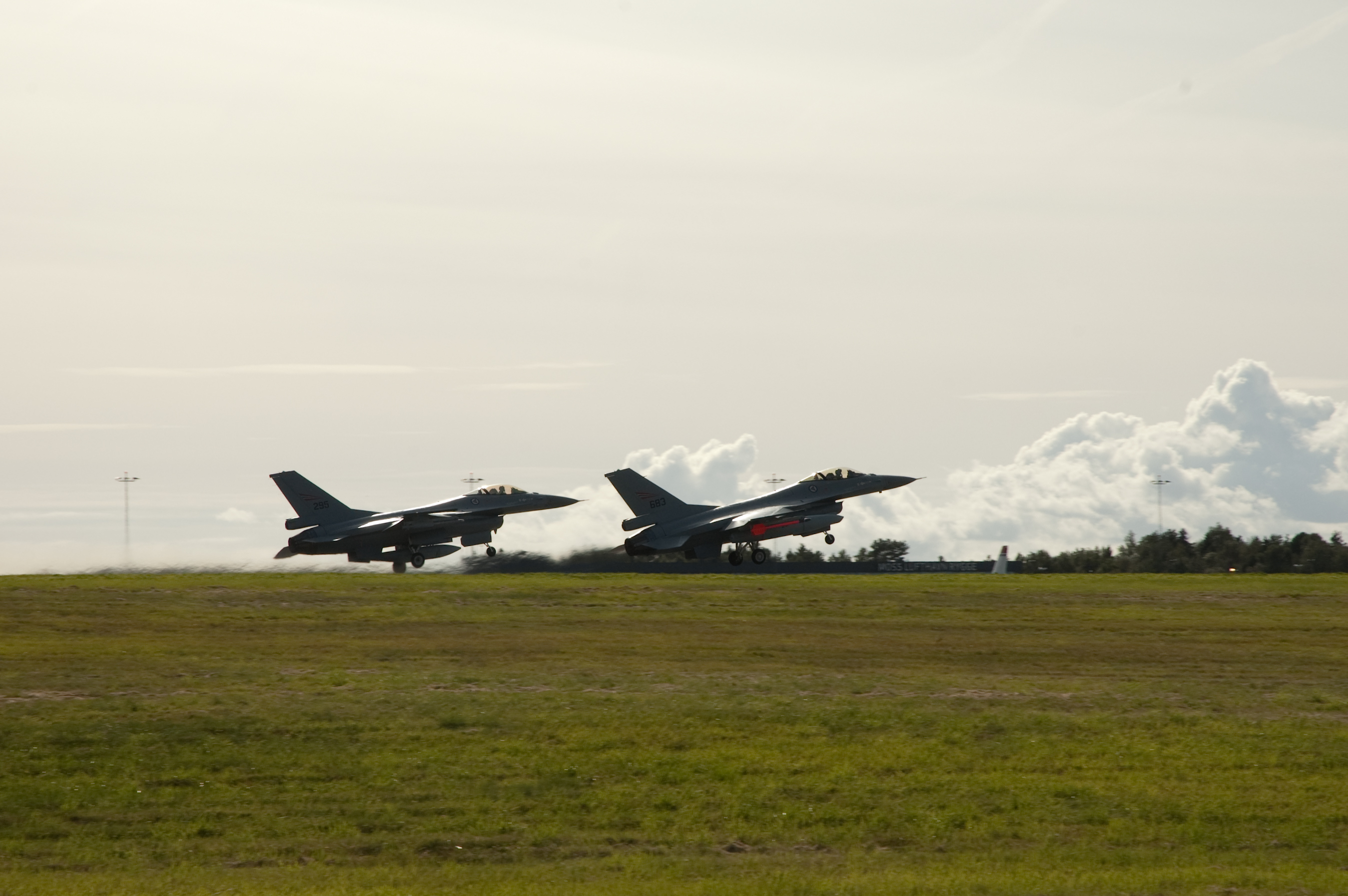
F-16 beim Start, 2009

Im September 1954 wurde die „Hauptflugstation“ (Hovedflystasjon) Rygge am heutigen Standort eröffnet und beherbergt seitdem verschiedene Einheiten der norwegischen Luftwaffe.
Für die folgenden knapp fünf Jahrzehnte blieb Rygge Heimatplatz verschiedener Kampfflugzeugtypen, teilweise lagen hier bis zu drei fliegende Staffeln gleichzeitig. Erster Nutzer waren ab Juni 1955 die F-84G der 332. Skvadron, die zwei Jahre später durch F-86F ersetzt wurden. Mit der 336. Skvadron kam 1958 eine weitere F-86 Staffel hinzu. Diese flog die F-86 bis 1966, während die „Schwesterstaffel“ Rygge bereits 1961 verlassen hatte, um durch die 717. Skvadron, eine mit RF-84F ausgerüsteten Aufklärungsstaffel, ersetzt worden war.
Die ersten F-5A/B trafen im März 1965 bei der 336. ein, während die 717. erst drei Jahre später mit der Umrüstung auf die Aufklärervariante RF-5A begann, die RF-84F aber noch bis Juni 1970 weiterbetrieb. Die 332. Staffel kam 1969 nach Rygge zurück. Sie wurde aber bereits vier Jahre später aufgelöst, ein Schicksal, das die 717. im August 1979 ereilte. Die 336. übernahm einige der Aufklärer und flog sie noch bis Ende 1984 parallel weiter. Diese Staffel und die letzten norwegischen F-5 wurden im Jahr 2000 außer Dienst gestellt.
Die 332. Staffel, die bereits 1980 als F-16A/B-Einheit in Rygge reaktiviert worden war, wurde 2002 abgezogen. 2003 wurde Rygge im Rahmen der Restrukturierung der Norwegischen Streitkräfte zu einer normalen „Flugstation“ herabgestuft.
Neben den Kampfjets lag in Rygge seit 1976 parallel eine Helikopterstaffel, die 720. Skvadron, die noch heute, seit 2012 als Detachment der 339. Staffel, in Rygge stationiert ist. Zwischenzeitlich, von 1995 bis 2014, lag hier erneut die seinerzeit reaktivierte 717. Staffel, die in dieser Zeit die Dassault Falcon 20 C-5/20ECM flog und 2014 nach Gardermoen verlegt wurde.
Im Herbst 1997 begannen Vertreter regionaler Wirtschaftsverbände, über die zivile Nutzung des Flughafens nachzudenken. Zwei Jahre später wurde die Betreibergesellschaft Rygge sivile lufthavn AS (RSL) gegründet mit dem Ziel der Planung, des Baus und des Betriebs eines Flughafens in Rygge. Ziel war es, einen wirtschaftlichen Flughafen zu betreiben, der sich positiv auf die Bevölkerung und die regionale Wirtschaft auswirkt, einen Fokus auf Umwelt und Sicherheit hat sowie eine hohe Effektivität hat. Grundlage für die Genehmigung des Vorhabens war ein Bericht, der im Juni 2002 vorgelegt wurde und den zivilen Ausbau empfahl. Im November 2004 bekam die norwegische Luftwaffe die Genehmigung, Rygge Flystasjon für den zivilen Flugverkehr zu nutzen.
Der Bau des neuen Terminalgebäudes wurde im Mai 2006 durch die RSL begonnen. Die Baukosten betrugen etwa 1 Milliarde norwegische Kronen. Am 8. Oktober 2007 wurde der Flughafen eröffnet. Der erste zivile Flug erfolgte am 17. Oktober 2007 nach Gran Canaria.
Am 24. Mai 2016 wurde durch die Betreibergesellschaft bekannt gegeben, dass der Flughafen zum 1. November 2016 für den zivilen, kommerziellen Luftverkehr vollständig geschlossen werden würde. Dem vorausgegangen war die Entscheidung von Ryanair, den Flughafen zu verlassen, sollte an einer neuen norwegischen Luftverkehrsabgabe festgehalten werden. Ryanair führte die deutliche Mehrzahl aller Flüge in Moss/Rygge durch.
Im Frühjahr 2023 gab das norwegische Verteidigungsministerium bekannt, dass neben den eigenen F-35A auch die der USA Rygge im Bedarfsfall nützen werden. Hierzu investieren die USA 188 Millionen US-Dollar für den Bau von vier Hangaren nebst zugeeörigen Einrichtungen. Zum Dezember 2023 übernahm die AW101 Mk612 „SAR Queen“ den hiesigen SAR-Dienst von der Westland „Sea King“ Mk.43B, Rygge war seinerzeit die letzte Station, die diesen Typ in norwegischen Diensten einsetzte.

## Militärische Nutzung
Die Rygge flystasjon beherbergt seit 2018 das Hauptquartier des 134. Luftgeschwader/Luftving und wird zurzeit (2024) von folgenden fliegenden Staffeln genutzt:
- 339. Skvadron, Spezialeinsatzstaffel seit 1989 ausgerüstet Bell 412SP Transporthubschraubern (bis 2012 als 720. Skavadron)
- Detachment der 330. Skvadron, ein Westland „Sea King“ Mk.43B bzw. zukünftig AW101 Mk612 „SAR Queen“ des Rettungshubschrauberdienstes.

Die Militärbasis beherbergt auch einige nichtfliegende Verbände, hierzu gehört das Hauptquartier der Luftforsvaret.

## Zivile Nutzung

### Betreiber
Die Anteilseigner der Betreibergesellschaft Rygge sivile lufthavn AS sind die Thon Holding AS (40 %), die Orkla Eiendom AS (40 %), die Østfold Energi AS (15 %) und die Provinz Østfold (5 %). Das neue Terminal wurde von der RSL selbstständig betrieben. Für den Flugbetrieb sowie den Betrieb des Flughafens ist die norwegische Luftwaffe verantwortlich. Der Flughafen war neben den Flughäfen in Notodden, Sandefjord, Skien und Stord einer der wenigen privatbetriebenen Flughäfen.

### Fluggesellschaften
Der Flughafen verfügte eine Zeit lang über nationale und internationale Verbindungen mit den Billigfluggesellschaften Norwegian und Ryanair, die am 30. März 2010 auf ihrer ersten Basis in Norwegen drei Flugzeuge stationierte. Norwegian kündigte im August 2011 an, ihre Basis auf dem Flughafen Moss-Rygge zu schließen und bis Januar 2012 alle Verbindungen einzustellen.
Nach der Ankündigung Ryanairs im Frühjahr 2016, aufgrund der neuen norwegischen Luftverkehrssteuer die Basis Rygge zu schließen, folgte 2016 die Einstellung der zivilen Nutzung Rygges.

## Verkehrszahlen
| Jahr | Fluggastaufkommen | Flugbewegungen (mit Militär) |
| ---- | ----------------- | ---------------------------- |
| 2017 | 0                 | 284                          |
| 2016 | 1.304.379         | 13.291                       |
| 2015 | 1.642.156         | 16.694                       |
| 2014 | 1.806.981         | 17.920                       |
| 2013 | 1.890.889         | 22.056                       |
| 2012 | 1.723.566         | 22.093                       |
| 2011 | 1.667.705         | 22.435                       |
| 2010 | 1.423.809         | 20.988                       |
| 2009 | 0                 | 15.283                       |
| 2008 | 0                 | 11.473                       |
| 2007 | 4.052             | 1.597                        |
| 2006 | -                 | 7.668                        |
| 2005 | -                 | 7.933                        |
| 2004 | -                 | 8.116                        |
| 2003 | -                 | 6.923                        |
| 2002 | -                 | 4.350                        |
| 2001 | -                 | 5.291                        |
| 2000 | -                 | 5.102                        |
| 1999 | -                 | 11.912                       |